# Ramsberg
Ramsberg is een plaats in de gemeente Lindesberg in het landschap Västmanland en de provincie Örebro län in Zweden. De plaats heeft 273 inwoners (2005) en een oppervlakte van 129 hectare.